# Najazd litewski na Polskę (1376)
Najazd litewski na Polskę jesienią 1376 roku – oddział litewski pod dowództwem Kiejstuta Giedyminowicza, Lubarta i Jerzego Narymuntowicza po przekroczeniu Sanu i posuwając się wzdłuż prawego brzegu Wisły dotarł w okolice Tarnowa. Litwini spustoszyli tereny na trasie swojego pochodu i po uprowadzeniu 23 tysięcy jeńców wrócili do Księstwa bełskiego.